# Kiełczówka
Kiełczówka [pronunciación en polaco: /kʲɛu̯ˈt͡ʂufka/] es un pueblo ubicado en el distrito administrativo de Gmina Moszczenica, dentro del condado de Piotrków, voivodato de Łódź, en el centro de Polonia. Se encuentra a unos 6 kilómetros al norte de Moszczenica, a 17 kilómetros al norte de Piotrków Trybunalski, y a 32 kilómetros al sureste de la capital regional Łódź.